# 런 (2020년 영화)
《런》(영어: Run)은 2020년 개봉한 미국의 스릴러 영화로, 아니시 샤건티가 감독과 공동각본을 맡았다.
기존 2020년 5월 8일에 북아메리카 개봉 예정이었으나, 코로나19 범유행으로 인해 무기한 개봉 연기되었다. 결국 극장 개봉이 취소되고 훌루를 통해 2020년 11월 20일에 공개되었다.

## 줄거리
다이앤 셔먼이라는 여성이 조산아를 낳고, 병원 직원들에 둘러싸인 채 보육기에 누워 있는 아기를 보러 간다.
몇 년 후, 다이앤은 이제 십 대인 딸 클로이와 함께 조용한 삶을 살고 있다. 클로이는 부정맥, 혈색소증, 천식, 당뇨병을 앓고 있으며, 다리 마비도 있다. 그녀는 휠체어를 사용하고, 매일 여러 의약품을 복용하며, 어머니에게 재택학습을 받고 있다. 이러한 상태에도 불구하고 클로이는 호기심 많고 재치 있다. 그녀는 단과대학에 가고 싶어 하고, 다이앤은 이를 지지하는 듯하지만, 지원서에 대한 답장을 받지 못했다.
어느 날 아침, 초콜릿을 찾기 위해 식료품 가방을 뒤지던 클로이는 다이앤의 이름이 적힌 녹색 알약 처방약 병을 발견한다. 그러나 클로이가 나중에 병을 확인하자, 원래 라벨 위에 자신의 이름이 적힌 라벨이 붙여져 있었다. 그녀는 알약의 이름을 조사하려 한다—트리고신—그러나 집에는 인터넷 연결이 없다는 것을 알게 되고, 다이앤이 자신을 지켜보고 있다는 사실은 모른다. 다음 날, 클로이는 어머니의 침실 전화에서 임의의 번호를 눌러 전화를 받는 낯선 사람에게 약의 이름을 찾아달라고 요청한다. 그는 그것이 심장 약이며 작고 붉은 알약 형태라고 말한다.
나중에 영화관에서 클로이는 욕실에 가는 척하고 길 건너편 약학으로 달려간다. 약사는 녹색 알약이 실제로는 개에게만 승인된 리도카인이라는 근이완제이며, 사람이 복용하면 다리 마비를 일으킬 수 있다고 밝힌다. 다이앤이 뛰어들어 그녀를 진정작용시켜 집으로 데려가기 전에 클로이는 과호흡을 시작한다.
클로이는 침대에서 깨어나고, 다이앤이 심부름을 나간 동안 침실 문이 밖에서 잠겨 있는 것을 발견한다. 그녀는 지붕 위로 몸을 끌어올려 방에서 탈출하고, 결국 어머니의 침실로 가서 납땜인두와 물로 창문을 깨뜨린다. 그녀는 천식 발작을 일으키고 간신히 기어 침실로 가서 흡입기를 찾아낸다. 그녀는 자동 휠체어 경사로를 이용해 아래층으로 내려가려 하지만, 다이앤이 전원 코드를 끊어 놓았다는 것을 알게 된다. 그녀는 휠체어를 계단 아래로 던질 수밖에 없었고, 실수로 넘어져 경미한 부상을 입지만, 지난 며칠 동안 리도카인을 복용하지 않아 발가락 하나를 움직일 수 있다는 것을 발견한다.
밖으로 나와 길 아래에서 클로이는 집배원 트럭을 보고 급히 멈춰 세운다. 그녀는 집배원 톰에게 자신의 상황을 설명하고, 톰은 그녀를 돕기로 동의한다. 다이앤이 차를 몰고 오고 클로이는 톰에게 경찰에 연락해달라고 요청한다. 그러나 톰은 다이앤에게 맞서 그녀가 클로이를 집으로 데려갈 수 없다고 말한다. 클로이를 경찰서로 데려가기 위해 밴을 닫으려는 순간, 다이앤이 기습하여 주사기로 톰의 목을 찌른다. 클로이는 다시 과호흡을 하고 실신한다. 깨어났을 때, 그녀는 집의 지하실에 있었고, 휠체어는 강철 기둥에 묶여 있었으며, 다이앤은 톰의 시체를 복도를 통해 끌고 가고 있었다.
지하실에서 클로이는 걸어 다니던 어린 시절 사진, 태어난 지 2시간 11분 만에 사망한 클로이라는 소녀의 사망진단서, 그리고 같은 병원에서 아기를 납치당한 부부에 대한 기사를 발견한다. 그녀는 또한 자신에게 숨겨져 있던 대학 합격 통지서도 발견한다. 다이앤이 들어오자 클로이는 자신을 중독시키고 자신의 건강 상태에 대해 거짓말을 했다고 비난하며 진실을 요구한다. 다이앤은 자신이 한 모든 일은 클로이를 돕고 보호하기 위한 것이었다고 주장하며, 자신이 클로이를 구했다고 외친다. 다이앤은 시너를 주사기에 채우며, 그것이 클로이에게 모든 것을 잊게 할 것이라고 말한다. 겁에 질린 클로이는 기어 들어가 벽장에 몸을 가둔다. 그런 다음 그녀는 유기 인산염 한 병을 삼켜 다이앤이 그녀를 병원으로 급히 데려가도록 만든다.
클로이는 병원 침대에서 깨어나 기관삽관되어 거의 움직일 수 없는 상태였다. 다이앤은 "딸"을 퇴원시켜야 한다고 주장하지만, 의사들은 클로이가 정신 건강 전문의에게 평가받기 전까지는 거부한다. 클로이는 간호사에게 신호를 보내고, 간호사는 크레용과 종이를 가져다준다. 클로이가 종이에 "엄마"라고 쓰려고 하는 동안, 코드 블루가 발령되고 간호사는 급히 나간다. 권총으로 무장한 다이앤은 몰래 들어와 클로이를 휠체어에 묶어 탈출하려고 한다. 간호사는 침대가 비어있는 것을 발견하고 병원 경비원에게 알린다. 다이앤이 출구를 찾으려 할 때, 클로이는 발을 움직여 휠체어를 제자리에 고정할 수 있다. 클로이는 자신이 다이앤이 필요 없다고 답하지만, 다이앤은 맹렬하게 필요할 것이라고 말한다. 다이앤은 경비원들에게 총을 겨누며 "집에 가는 거야!"라고 외치다가 궁지에 몰려 팔에 총을 맞고 계단 아래로 떨어진다.
7년 후, 클로이는 여전히 휠체어에 의존하지만, 지팡이를 사용하여 짧은 거리를 걸을 수 있다. 그녀는 교정 시설을 방문하고, 그곳에서 다이앤은 병동 침대에 누워 있었다. 클로이는 자신이 꾸린 삶에 대해 이야기한다. 남편 아라, 딸 애니, 그리고 직업. 그녀는 애니가 조부모에게 애착이 있다고 말하며, 클로이가 친부모와 재회했음을 암시한다. 클로이는 몰래 들여온 리도카인 알약 세 알을 꺼내어 다이앤에게 입을 크게 벌리라고 명령한다.

## 출연진

### 주연
- 세라 폴슨 - 다이앤 셔먼 역
- 키에라 앨런 - 클로이 셔먼 역

### 조연
- 팻 힐리 - 톰 역
- 오나리 아메스 - 크라잉 헨즈 역
- 에릭 아타베일 - 의사 역
- 사라 손 - 캐미 역